# Крейсери проєкту 58

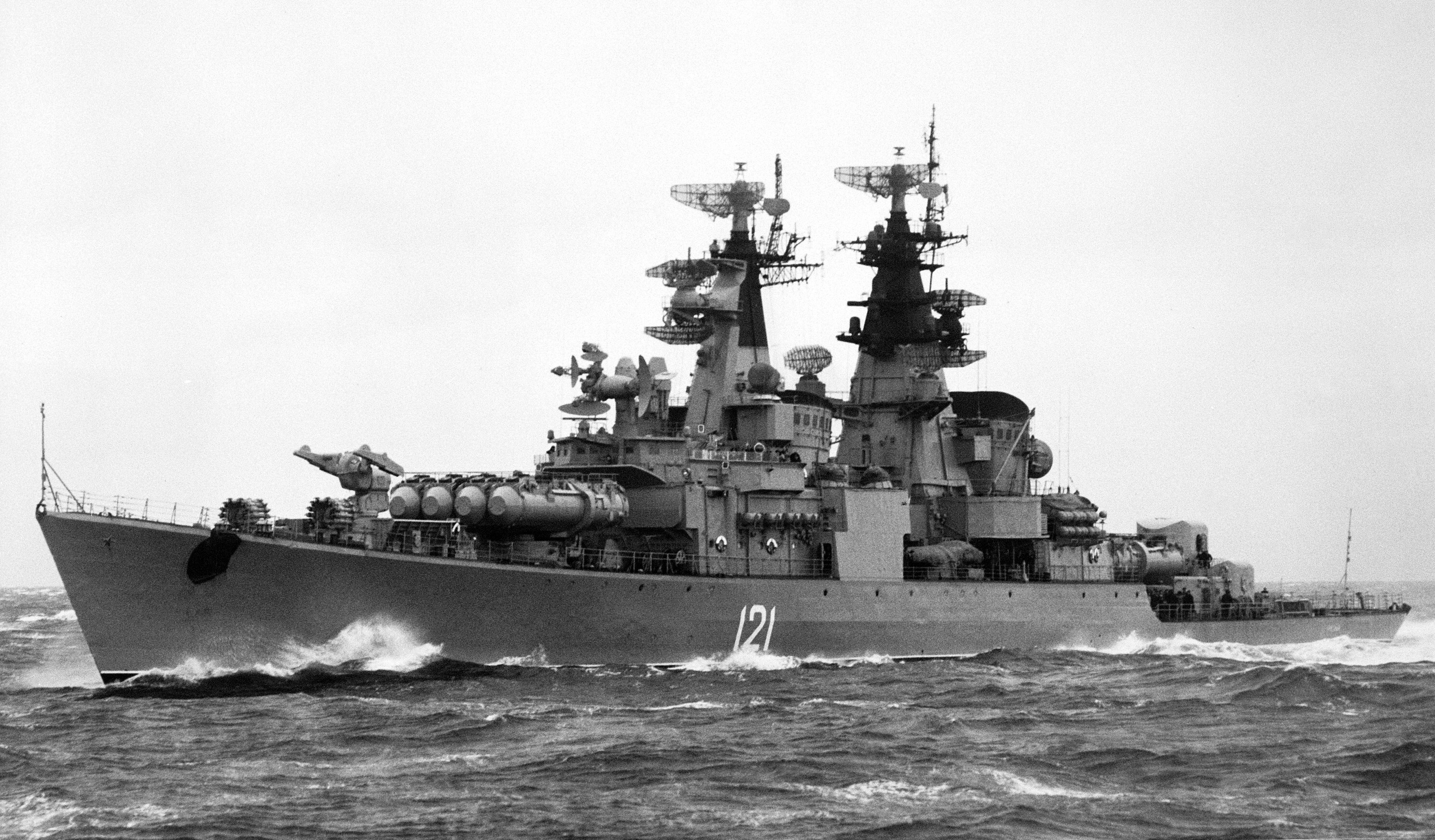
Ракетний крейсер проєкту 58 Грозний в Середземному морі, 1985—1986 роки.

Ракетні крейсери проєкту 58, відомі також як тип «Грозний» (позначення НАТО — Kynda class) — тип ракетних крейсерів Військово-морського флоту СРСР. Перші радянські ракетні крейсери з протикорабельними ракетами. На етапі будівництва класифікувалися як есмінці. Всього побудовано 4 одиниці: «Грозний», «Адмірал Фокін», «Адмірал Головко», «Варяг».

## Контекст появи
Поява в ВМФ СРСР ракетних крейсерів проєкту 58 була обумовлена прагненням радянського військово-морського керівництва знайти асиметричні способи боротьби з ВМС країн НАТО, які мали величезну перевагу над флотом СРСР. Не маючи можливості створити рівні по корабельному складу сили, радянські адмірали бажали досягти успіху за рахунок новітніх технічних досягнень, перш за все в області ядерної енергетики і керованої ракетної зброї. Особливі надії покладалися на ракети, які повинні були компенсувати відсутність у флоту палубної авіації, що обмежувало його ударні можливості радіусом дії літаків берегового базування. В той же час у ймовірного противника була достатня кількість цілей для нової зброї і насамперед авіаносні і десантні з'єднання.

## Історія служби

### «Грозний»

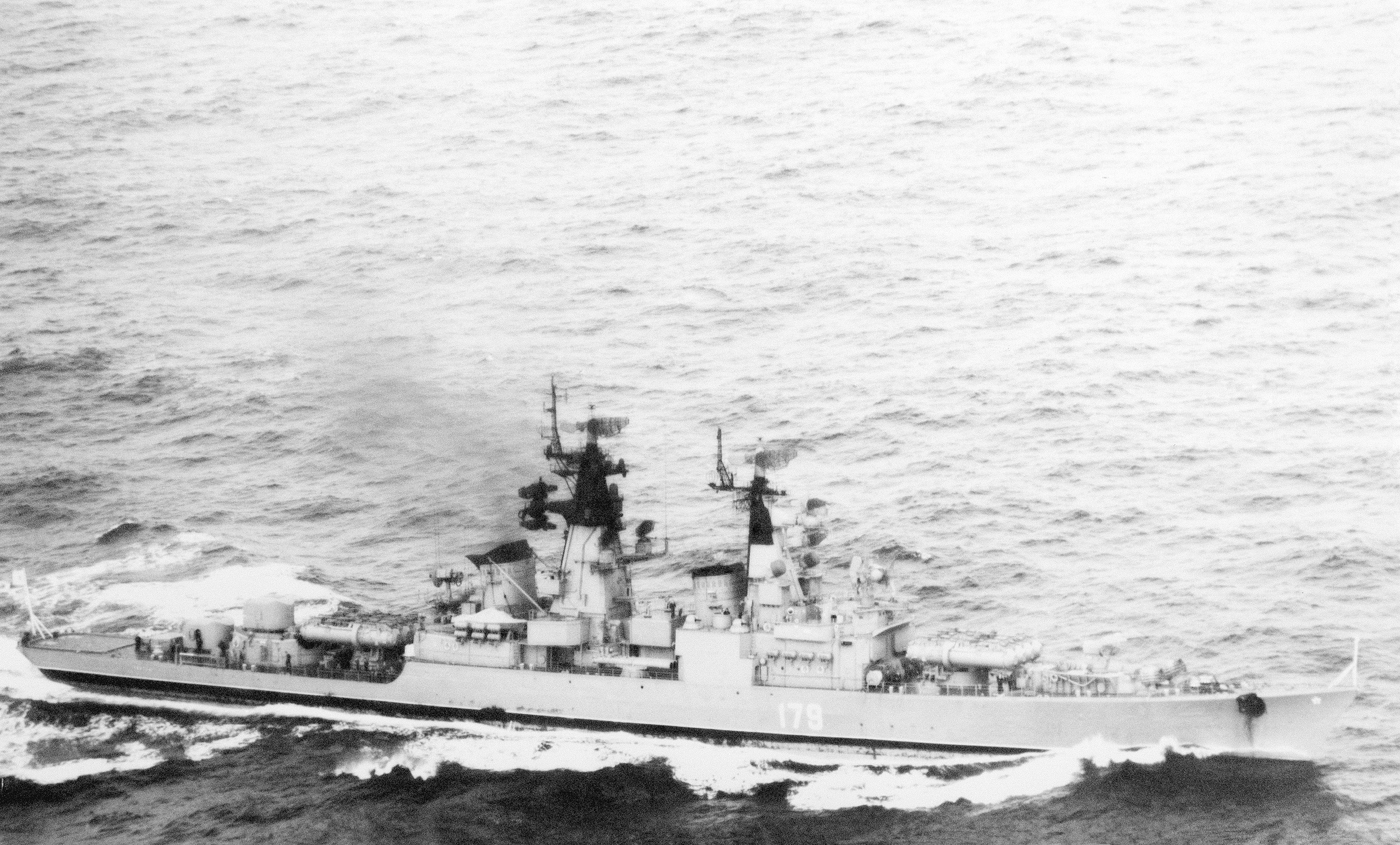
«Грозний» після модернізації. 1986 г.

Після вступу в дію увійшов до складу Північного флоту. Прибув в Сєверодвінск з Балтики 6 липня 1962 року. 22 липня 1962 року здійснив у присутності Н. С. Хрущова успішний запуск двох ПКР П-35. Восени 1962 року здійснив зворотний перехід на Балтику, де пройшов другий етап державних випробувань. 10 серпня 1963 року прибув на постійне місце базування в Сєвєроморськ. 25 липня 1965 року брав участь у морському параді в Ленінграді в честь дня ВМФ.
20 вересня 1966 року прибув у Севастополь і увійшов до складу Чорноморського флоту. У цей період неодноразово ніс бойову службу в Середземному морі, відвідав ряд зарубіжних портів. У 1968 році корабель брав участь у зйомках фільму «Нейтральні води» (1969), де грав роль крейсера «Горделівий». З 19 липня 1976 року по 25 лютого 1982 року проходив середній ремонт і модернізацію на «Севморзаводі» в Севастополі. Отримав нове радіоелектронне обладнання, також були встановлені 4 ЗАК АК-630М. З 11 червня по 15 вересня 1982 року, під час Ліванської війни, в складі з'єднання кораблів діяв біля берегів Сирії, надаючи підтримку сирійським збройним силам.

### «Адмірал Фокін»

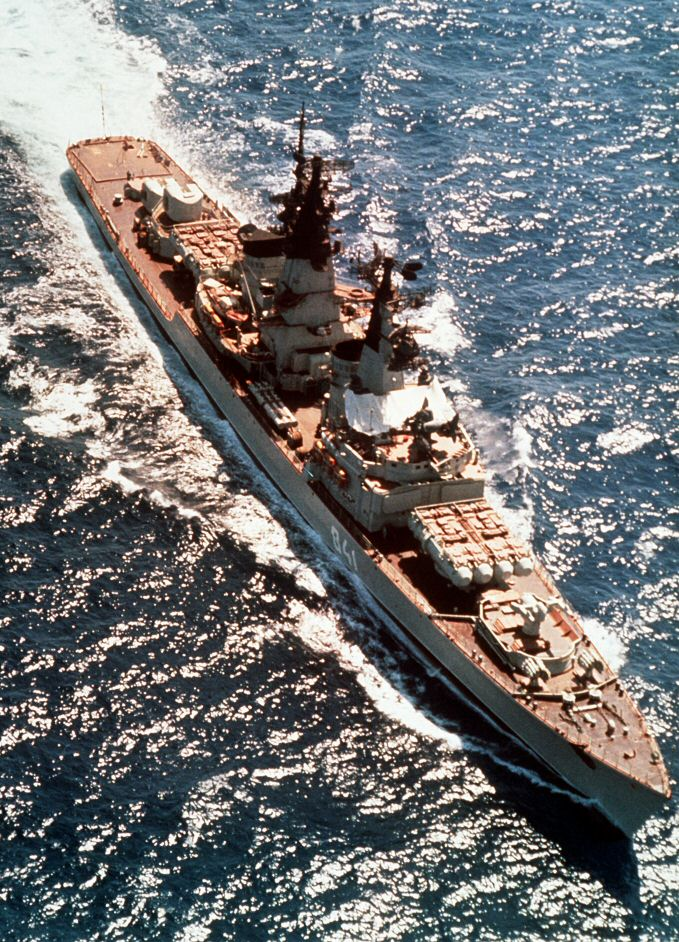
«Адмірал Головко». 1990 г.

Після вступу в дію увійшов до складу Тихоокеанського флоту, перейшовши на місце служби влітку 1965 року по Північному морському шляху. Ніс бойову службу в Тихому та Індійському океанах. Істотних модернізацій не проходив. 30 червня 1993 року виключений зі складу флоту і переданий на утилізацію.

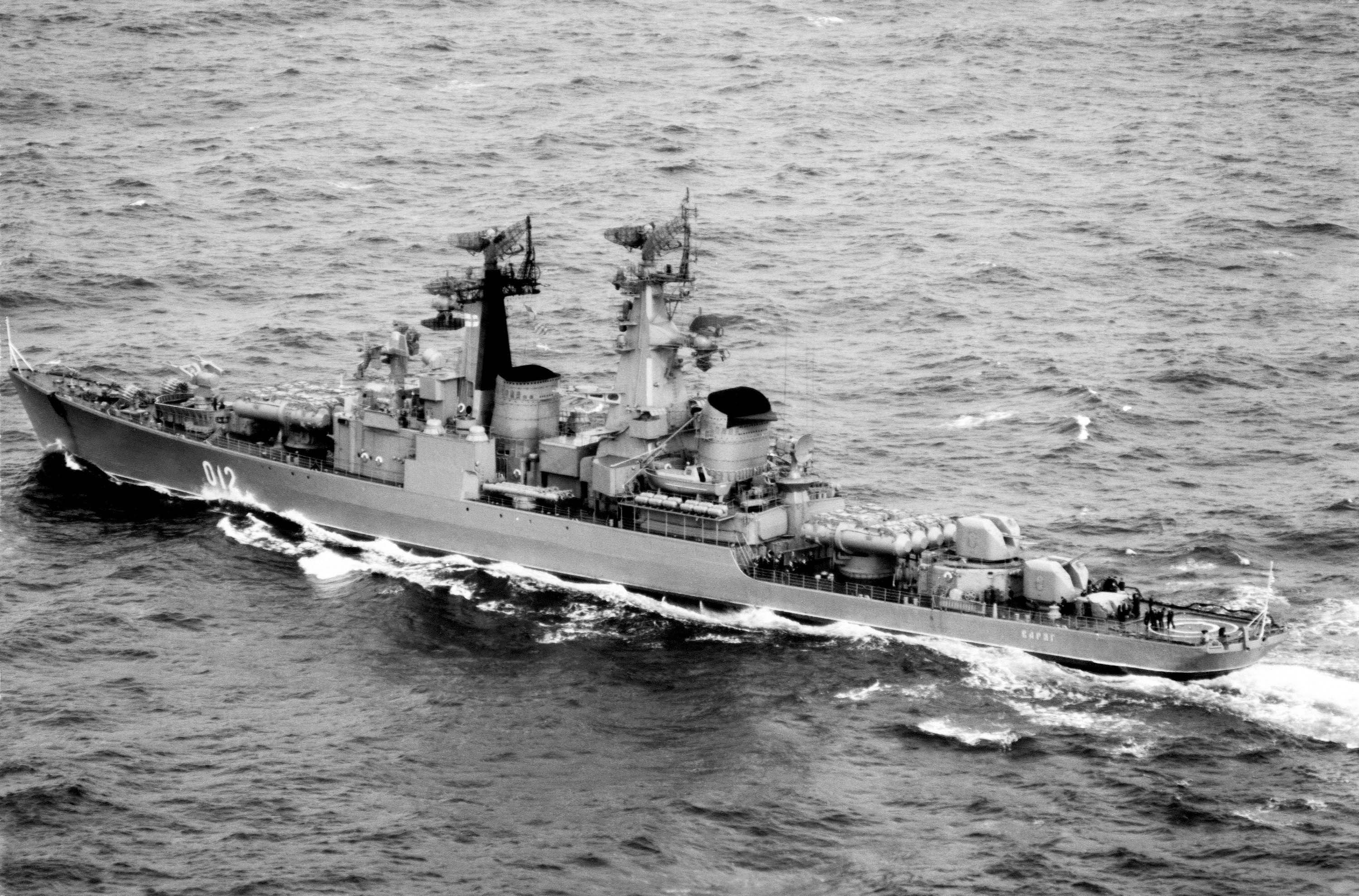
«Варяг». 1989 г.

### «Адмірал Головко»
Після вступу в дію увійшов до складу Північного флоту. У червні 1967 року, під час бойової служби у Середземному морі, надавав сприяння збройним силам Єгипту. 22 березня 1968 року переведений до складу Чорноморського флоту. З 4 червня 1982 року по 1 березня 1989 року проходив середній ремонт і модернізацію на «Севморзаводі» в Севастополі. Отримав нові радіоелектронне обладнання, крім того, були встановлені 4 ЗАК АК-630М. Виключений зі складу флоту в грудні 2002 року. Розібраний на метал в Інкермані у 2003-2004 роках.

### «Варяг»
Входив до складу Тихоокеанського флоту. Ніс бойову службу в Тихому та Індійському океанах. В ході третьої індо-пакистанської війни група кораблів тихоокеанського флоту СРСР, до складу якої входив і «Варяг», під командуванням капітана 1-го рангу Андрія Андрійовича Пінчука, забезпечила невтручання кораблів ВМС США в конфлікт на боці Пакистану. У 1975—1981 роках пройшов середній ремонт і модернізацію на «Дальзаводе» у Владивостоці, з частковою заміною радіоелектроніки та установкою 4 ЗАК АК-630М. 19 квітня 1990 року виключений зі складу флоту і переданий на утилізацію.

## Оцінка проєкту
Перший тип класу ракетних крейсерів спеціалізованої будови СРСР, кораблі проєкту 58 були цілком революційним дизайном, що містив ряд сміливих відступів від старих тенденцій. Їх наступальне озброєння на момент вступу в дію було відносно потужним і могло забезпечити ефективне виконання основних бойових завдань. При цьому корабель був невеликим за розмірами, і досить дешевим для свого значного бойового потенціалу.
Тим не менш, проєкт мав низку важливих недоліків. Головною з них слід визнати слабку захищеність від повітряних атак і повна відсутність конструктивного захисту. ЗРК «Волна» з одноканальним наведенням і повільним перезаряджанням міг ефективно захищати від атаки лише одиничних літаків і мав недостатній радіус дії.
Суттєвим недоліком є також те, що на 8 боєготових протикорабельних ракет у пусковій установці було тільки 4 системи телеуправління. Це змушувало або ділити залп на два послідовних (що сильно скорочував ймовірність проходження ракетами ППО ворожого корабля чи емкадри) або випускати половину залпу на самонаведенні.
Закладена можливість перезаряджати пускові установки практично не могла бути реалізована у бойових умовах через великі габарити ракет.
Побудовані в кількості чотирьох одиниць крейсери проєкту 58 були розподілені на три флоти, що практично виключало можливість концентрації ударних кораблів і їх спільних дій.